# Campionati europei juniores di atletica leggera 1970
Il I Campionato europeo juniores di atletica leggera si è disputato a Colombes, in Francia, dall'11 al 13 settembre 1970.

## Risultati
I risultati del campionato sono stati:

### Uomini
| Specialità             | Oro                                                                                     | Prestazione | Argento                                                                    | Prestazione | Bronzo                                                                                          | Prestazione |
| Corse piane            |                                                                                         |             |                                                                            |             |                                                                                                 |             |
| 100 metri              | Franz-Peter Hofmeister Germania Ovest                                                   | 10"61       | Dominique Chauvelot Francia                                                | 10"65       | Jean-Paul Dubuisson Francia                                                                     | 10"73       |
| 200 metri              | Franz-Peter Hofmeister Germania Ovest                                                   | 21"49       | Aleksandr Zhidkikh Unione Sovietica                                        | 21"80       | Sergey Korovin Unione Sovietica                                                                 | 21"80       |
| 400 metri              | Peter Beaven Gran Bretagna                                                              | 47"11       | Ulrich Reich Germania Ovest                                                | 47"36       | Andreas Scheibe Germania Est                                                                    | 47"65       |
| 800 metri              | Hans-Henning Ohlert Germania Est                                                        | 1'50"96     | Vladimir Zimin Unione Sovietica                                            | 1'51"39     | Ulrich Keufner Germania Est                                                                     | 1'51"41     |
| 1.500 metri            | Klaus-Peter Justus Germania Est                                                         | 3'51"39     | Paul-Heinz Wellmann Germania Ovest                                         | 3'51"79     | Francisco Morera Spagna                                                                         | 3'52"48     |
| 3.000 metri            | Herman Mignon Belgio                                                                    | 8'08"73     | John Boggis Gran Bretagna                                                  | 8'10"43     | Yuriy Korchenkov Unione Sovietica                                                               | 8'11"15     |
| Corse a ostacoli       |                                                                                         |             |                                                                            |             |                                                                                                 |             |
| 110 metri ostacoli     | Berwyn Price Gran Bretagna                                                              | 14"21       | Mirosław Wodzyński Polonia                                                 | 14"22       | Klaus Fiedler Germania Est                                                                      | 14"22       |
| 400 metri ostacoli     | Dmitriy Stukalov Unione Sovietica                                                       | 50"30       | Jean-Pierre Perrot Francia                                                 | 50"45       | Yevgeniy Gavrilenko Unione Sovietica                                                            | 50"72       |
| 2000 metri siepi       | Bronisław Malinowski Polonia                                                            | 5'44"00     | Juhani Huhtinen Finlandia                                                  | 5'45"48     | Elek Sari Ungheria                                                                              | 5'45"48     |
| Corse su strada        |                                                                                         |             |                                                                            |             |                                                                                                 |             |
| 10 km marcia           | Lutz Lipowski Germania Est                                                              | 43'35"6     | Peter Schuster Germania Ovest                                              | 44'02"0     | Mikhail Alekseyev Unione Sovietica                                                              | 44'19"4     |
| Staffette              |                                                                                         |             |                                                                            |             |                                                                                                 |             |
| Staffetta 4x100 m      | Unione Sovietica Valeriy Podluzhniy Aleksandr Zhidkikh Vladimir Loveckij Sergey Korovin | 40"18       | Francia Michel Limousin Patrick Deroch Jean-Paul Dubuisson Philippe Leroux | 40"27       | Germania Ovest Manfred Schumann Thomas van Wickeren Michael van Wickeren Franz-Peter Hofmeister | 40"55       |
| Staffetta 4x400 m      | Unione Sovietica Yevgeniy Gavrilenko Nikolay Kornyushkin Dmitriy Stukalov Semyon Kocher | 3'11"2      | Francia Claude Dumont Patrick Salvador Daniel Raoult Lionel Malingre       | 3'11"5      | Germania Ovest Ulrich Reich Johannes Dickhut Bernd Herrmann Wolfgang Druschky                   | 3'11"7      |
| Salti                  |                                                                                         |             |                                                                            |             |                                                                                                 |             |
| Salto con l'asta       | François Tracanelli Francia                                                             | 5,20 m      | Serge Lefevbre Francia                                                     | 4,80 m      | Romuald Murawski Polonia                                                                        | 4,80 m      |
| Salto in alto          | Jiří Palkovský Cecoslovacchia                                                           | 2,18 m      | Csaba Dosa Romania                                                         | 2,16 m      | Ferenc Doczi Ungheria                                                                           | 2,06 m      |
| Salto in lungo         | Valeriy Podluzhniy Unione Sovietica                                                     | 7,87 m      | Jacques Rousseau Francia                                                   | 7,81 m      | Nenad Stekić Jugoslavia                                                                         | 7,75 m      |
| Salto triplo           | Valeriy Podluzhniy Unione Sovietica                                                     | 16,25 m     | Anatoliy Golubtsov Unione Sovietica                                        | 16,05 m     | Gábor Katona Ungheria                                                                           | 16,03 m     |
| Lanci                  |                                                                                         |             |                                                                            |             |                                                                                                 |             |
| Getto del peso         | Wolfgang Barthel Germania Ovest                                                         | 18,10 m     | Manfred Kaiser Germania Est                                                | 17,40 m     | Jan Skoupy Cecoslovacchia                                                                       | 17,11 m     |
| Lancio del disco       | Aleksandr Nazhimov Unione Sovietica                                                     | 54,18 m     | Lothar Schlage Germania Est                                                | 53,96 m     | Pal Szauer Ungheria                                                                             | 53,00 m     |
| Lancio del giavellotto | Aimo Puska Finlandia                                                                    | 76,98 m     | Aleksandr Makarov Unione Sovietica                                         | 74,92 m     | Wolfgang Hanisch Germania Est                                                                   | 73,22 m     |
| Lancio del martello    | Todor Manolov Bulgaria                                                                  | 65,16 m     | Aleksey Spiridonov Unione Sovietica                                        | 64,88 m     | Sergey Korobov Unione Sovietica                                                                 | 64,32 m     |
| Prove multiple         |                                                                                         |             |                                                                            |             |                                                                                                 |             |
| Decathlon              | Aleksandr Blinayev Unione Sovietica                                                     | 7632 p.     | Eberhard Stroot Germania Ovest                                             | 7584 p.     | Frank Nusse Paesi Bassi                                                                         | 7129 p.     |

### Donne
| Specialità             | Oro                                                                     | Prestazione | Argento                                                                           | Prestazione | Bronzo                                                                   | Prestazione |
| Corse piane            |                                                                         |             |                                                                                   |             |                                                                          |             |
| 100 metri              | Helena Kerner Polonia                                                   | 12"10       | Andrea Lynch Gran Bretagna                                                        | 12"19       | Helen Golden Gran Bretagna                                               | 12"23       |
| 200 metri              | Helen Golden Gran Bretagna                                              | 24"34       | Annegret Kroniger Germania Ovest                                                  | 24"64       | Véronique Grandrieux Francia                                             | 24"72       |
| 400 metri              | Monika Zehrt Germania Est                                               | 54"00       | Bozena Zientarska Polonia                                                         | 54"61       | Brigitte Rohde Germania Est                                              | 54"07       |
| 800 metri              | Waltraud Pöhland Germania Est                                           | 2'05"29     | Sylvia Schenk Germania Ovest                                                      | 2'05"30     | Galina Vaingarten Unione Sovietica                                       | 2'06"45     |
| 1.500 metri            | Katrin Clausnitzer Germania Est                                         | 4'24"17     | Christine Haskett Gran Bretagna                                                   | 4'27"16     | Olga Dvirna Unione Sovietica                                             | 4'28"17     |
| Corse a ostacoli       |                                                                         |             |                                                                                   |             |                                                                          |             |
| 100 metri ostacoli     | Grażyna Rabsztyn Polonia                                                | 14"06       | Monika Hys Germania Est                                                           | 14"11       | Margarete Leidel Germania Ovest                                          | 14"51       |
| Staffette              |                                                                         |             |                                                                                   |             |                                                                          |             |
| Staffetta 4x100 m      | Polonia Aniela Szubert Elżbieta Nowak Urszula Soszka Helena Kerner      | 45"26       | Germania Ovest Liesel Bömelburg Annegret Kroniger Ellen Walter Elvira Springsguth | 45"27       | Germania Est Evelyn Kaufer Ellen Stropahl Marion Wagner Monika Meyer     | 45"47       |
| Staffetta 4x400 m      | Germania Est Brigitte Rohde Renate Marder Brigitte Ullmann Monika Zehrt | 3'40"2      | Polonia Aniela Szubert Krystyna Lech Danuta Gaska Bozena Zientarska               | 3'44"0      | Svezia Ragnhild Skoog Margaretha Larsson Gunhild Skoog Monica Bergendahl | 3'46"7      |
| Salti                  |                                                                         |             |                                                                                   |             |                                                                          |             |
| Salto in alto          | Mieke Van Doorn Paesi Bassi                                             | 1,74 m      | Svetlana Gontkovskaya Unione Sovietica                                            | 1,74 m      | Renate Gärtner Germania Ovest                                            | 1,74 m      |
| Salto in lungo         | Jarmila Nygrýnová Cecoslovacchia                                        | 6,27 m      | Moira Walls Gran Bretagna                                                         | 6,26 m      | Brigitte Göhrs Germania Ovest                                            | 6,03 m      |
| Lanci                  |                                                                         |             |                                                                                   |             |                                                                          |             |
| Getto del peso         | Gabriele Moritz Germania Est                                            | 16,91 m     | Birgit Palzkill Germania Ovest                                                    | 16,56 m     | Margitta Ludewig Germania Est                                            | 15,98 m     |
| Lancio del disco       | Klara Pogyor Ungheria                                                   | 48,26 m     | Maria Illi Romania                                                                | 47,76 m     | Irina Sapronova Unione Sovietica                                         | 47,50 m     |
| Lancio del giavellotto | Jacqueline Todten Germania Est                                          | 55,20 m     | Christine Schmidt Germania Est                                                    | 53,08 m     | Inara Oshinya Unione Sovietica                                           | 52,36 m     |
| Prove multiple         |                                                                         |             |                                                                                   |             |                                                                          |             |
| Pentathlon             | Monika Peikert Germania Est                                             | 4578 p.     | Irena Vitane Unione Sovietica                                                     | 4482 p.     | Florence Picaut Francia                                                  | 4422 p.     |

## Medagliere
Legenda
     Paese ospitante
| Posizione | Paese            | Oro | Argento | Bronzo | Totale |
| --------- | ---------------- | --- | ------- | ------ | ------ |
| 1         | Germania Est     | 10  | 4       | 7      | 21     |
| 2         | Unione Sovietica | 7   | 7       | 9      | 23     |
| 3         | Polonia          | 4   | 3       | 1      | 8      |
| 4         | Germania Ovest   | 3   | 8       | 5      | 16     |
| 5         | Gran Bretagna    | 3   | 4       | 1      | 8      |
| 6         | Cecoslovacchia   | 2   | 0       | 1      | 3      |
| 7         | Francia          | 1   | 6       | 3      | 10     |
| 8         | Finlandia        | 1   | 1       | 0      | 2      |
| 9         | Ungheria         | 1   | 0       | 4      | 5      |
| 10        | Paesi Bassi      | 1   | 0       | 1      | 2      |
| 11        | Belgio           | 1   | 0       | 0      | 1      |
| 11        | Bulgaria         | 1   | 0       | 0      | 1      |
| 13        | Romania          | 0   | 2       | 0      | 2      |
| 14        | Spagna           | 0   | 0       | 1      | 1      |
| 14        | Svezia           | 0   | 0       | 1      | 1      |
| 14        | Jugoslavia       | 0   | 0       | 1      | 1      |
| Totale    | Totale           | 35  | 35      | 35     | 105    |